# 岡本一郎
岡本 一郎（おかもと いちろう、1935年 - 2022年7月1日）は、日本の指揮者、リュート奏者。日本初の古楽アンサンブルであるダンスリールネサンス合奏団のリーダーとしても知られる。

## 経歴
1935年に大阪で生まれる。関西学院大学経済学部、ギリシャ国立音楽院卒。
1972年にダンスリールネサンス合奏団を結成し、当時はまだ日本ではほとんど聴かれることのなかった古楽器（リュート、ヴィオール、レベック、シターン、クルムホルン、サズ、カヌーンなど）を用いての、中世西洋音楽・ルネサンス音楽の演奏活動を開始。日本における中世・ルネサンス音楽の先駆者として、現在に至るまで第一線で活躍している。
1982年にはダンスリールネサンス合奏団として、東京の駐日フランス大使館において、昭和天皇も出席したミッテラン大統領主催の答礼晩餐会に招かれ、御前演奏を行った。
妻はフランス人の画家でデザイナーのマリヴォンヌ・ナジェル・岡本。ダンスリールネサンス合奏団にコーディネイターとして参加し、ジャケットデザインなども手掛ける。
門下生にはギタリストの藤井眞吾・藤井敬吾、リュート奏者の佐野健二・野入志津子らがいる。相愛大学講師・同志社女子大学講師を歴任。現在関西学院大学マンドリンクラブ技術顧問。
1995年1月17日の阪神・淡路大震災では、兵庫県西宮市仁川の自宅が被災し、同居していた父を亡くした。
2022年7月1日、敗血症により死去。